# Hammerfest
Hammerfest város Norvégiában, Finnmark megyében.

## Földrajz
Hammerfest a világ legészakibb városának tartja magát, jóllehet erre a címre más városok is pályáznak: Honningsvåg (Norvégia), Barrow (Alaszka) és Longyearbyen (Svalbard). A kérdés az, hogy mit nevezünk városnak, mindenesetre Hammerfest biztosan a legészakibb 6000 főnél népesebb település; ezen kívül Észak-Norvégia legrégebbi városa. Északi fekvése ellenére itt nincsen permafroszt, mivel az évi középhőmérséklet 2 °C körül alakul.
A város Kvaløya szigetén fekszik, amit a Kvalsund híd köt össze a szárazfölddel.
Az északi fekvését jól érzékelteti az Oslótól közúton mért távolság, amely 1907 km. (légvonalban is 1331 km) Ehhez viszonyítva az Oslo-Budapest közötti közúton mért távolság ennél kevesebb, 1863 km. A város mellett repülőtér van, amely Norvégia északi részén található kisvárosok repülőtereire indít belföldi járatokat. A legnagyobb repülőtér, ahová vannak közvetlen járatok, az a Tromsøi repülőtér.

## Történelem
A környéken számos kőkori temetkezési hely található. Hammerfest jelentős halász-vadász település volt, míg 1789-ben városi rangot kapott.
A napóleoni háborúk során a britek blokád alá vonták, és tűzpárbajra is sor került a hadihajók és Hammerfest őrsége között; a britek végül kifosztották az elmenekült lakosok által hátrahagyott települést. A háború után a város védelmét megerősítették.

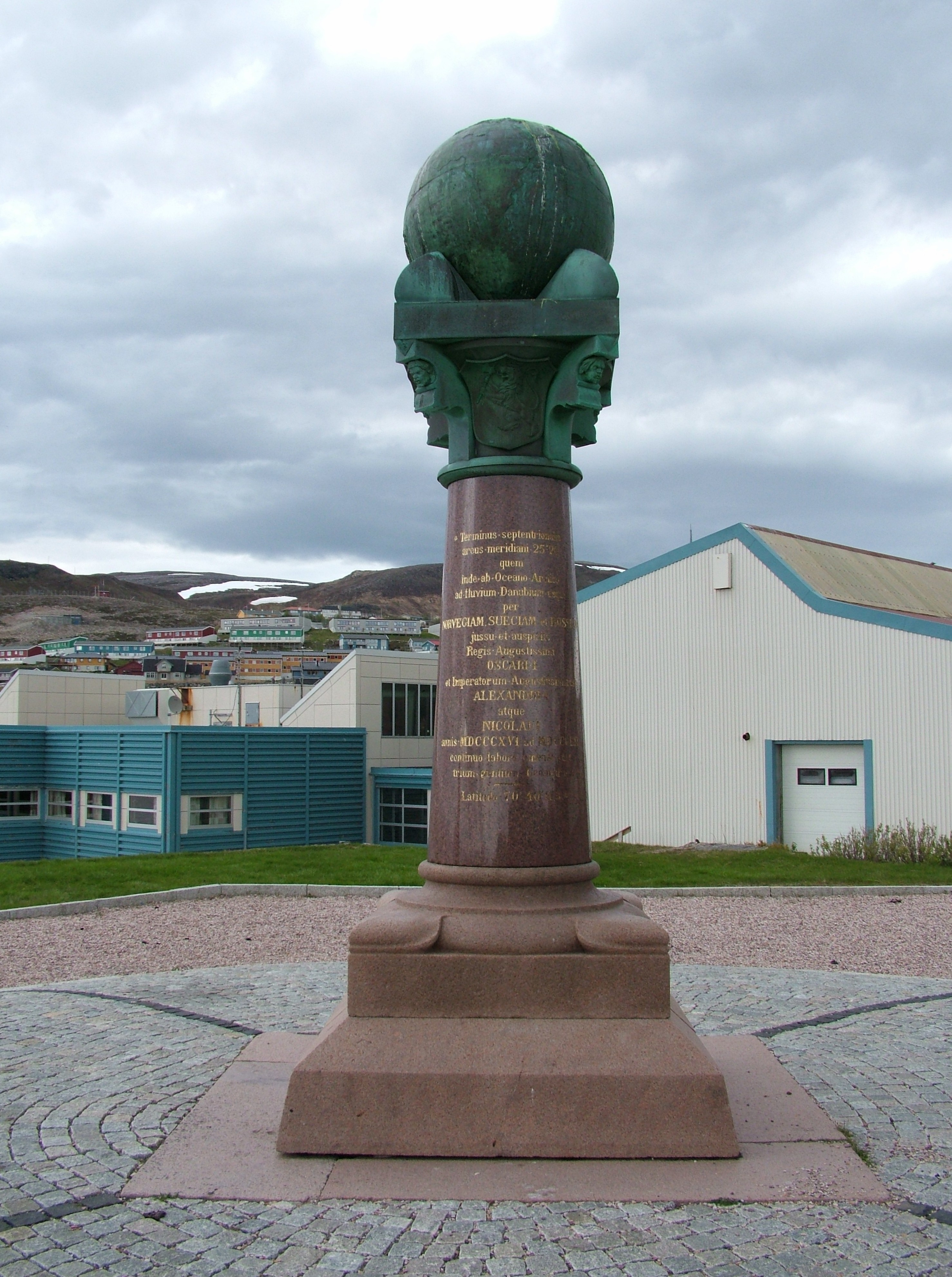
A Struve földmérő vonal mérőpontja

1890-ben tűzvész pusztította; a helyreállítást nemzetközi adakozás segítette. A legnagyobb adományozó II. Vilmos német császár volt, aki yachtjával korábban többször is hajózott erre. 1890-ben az első település lett Észak-Európában, ahol elektromos közvilágítás működött.
1944-1945-ben a megszálló német csapatok erőszakkal kiürítették a várost, majd visszavonuláskor kifosztották és felgyújtották.

## Turizmus
Innen indul a Jeges-tengertől a Fekete-tengerig húzódó, tíz országot átszelő Struve földmérő vonal, amely 2005 óta a világörökség része. 